# Brachygobius
Brachygobius es un género de peces de la familia de los Gobiidae en el orden de los Perciformes.

## Morfología
- Hacen entre 1,5 a 4 cm de tamaño.
- En general, son de color negro con bandas de color entre amarillo claro y calabaza.
- Los machos suelen ser más esbeltos que las hembras y a menudo tienen colores más llamativos (generalmente de color calabaza en lugar de amarillo).
- Las hembras pueden tener la cabeza más pequeña y redonda.
- En la época de la reproducción, los colores de los machos se hacen más acusados y así, por ejemplo, las bandas de color calabaza de Brachygobius doriae se convierten rojas.

## Reproducción
Son ovíparos los huevos son depositados en una cueva donde son custodiados por el macho. La puesta es de 150 a 200 huevos y eclosionan al cabo de siete días. 

## Especies
- Brachygobius aggregatus (Herre, 1940)
- Brachygobius doriae (Günther, 1868)
- Brachygobius kabiliensis (Inger, 1958)
- Brachygobius mekongensis (Larson & Vidthayanon, 2000)
- Brachygobius nunus (Hamilton, 1822)
- Brachygobius sabanus (Inger, 1958)
- Brachygobius sua (Smith, 1931)
- Brachygobius xanthomelas (Herre, 1937)
- Brachygobius xanthozonus (Bleeker, 1849)

## Observaciones
Son populares como peces de acuario (en particular, Brachygobius doriae y Brachygobius nunus y, en buenas condiciones, pueden llegar a vivir 5 años en cautividad dentro de un acuario. 